# Papiro di Ossirinco 3522

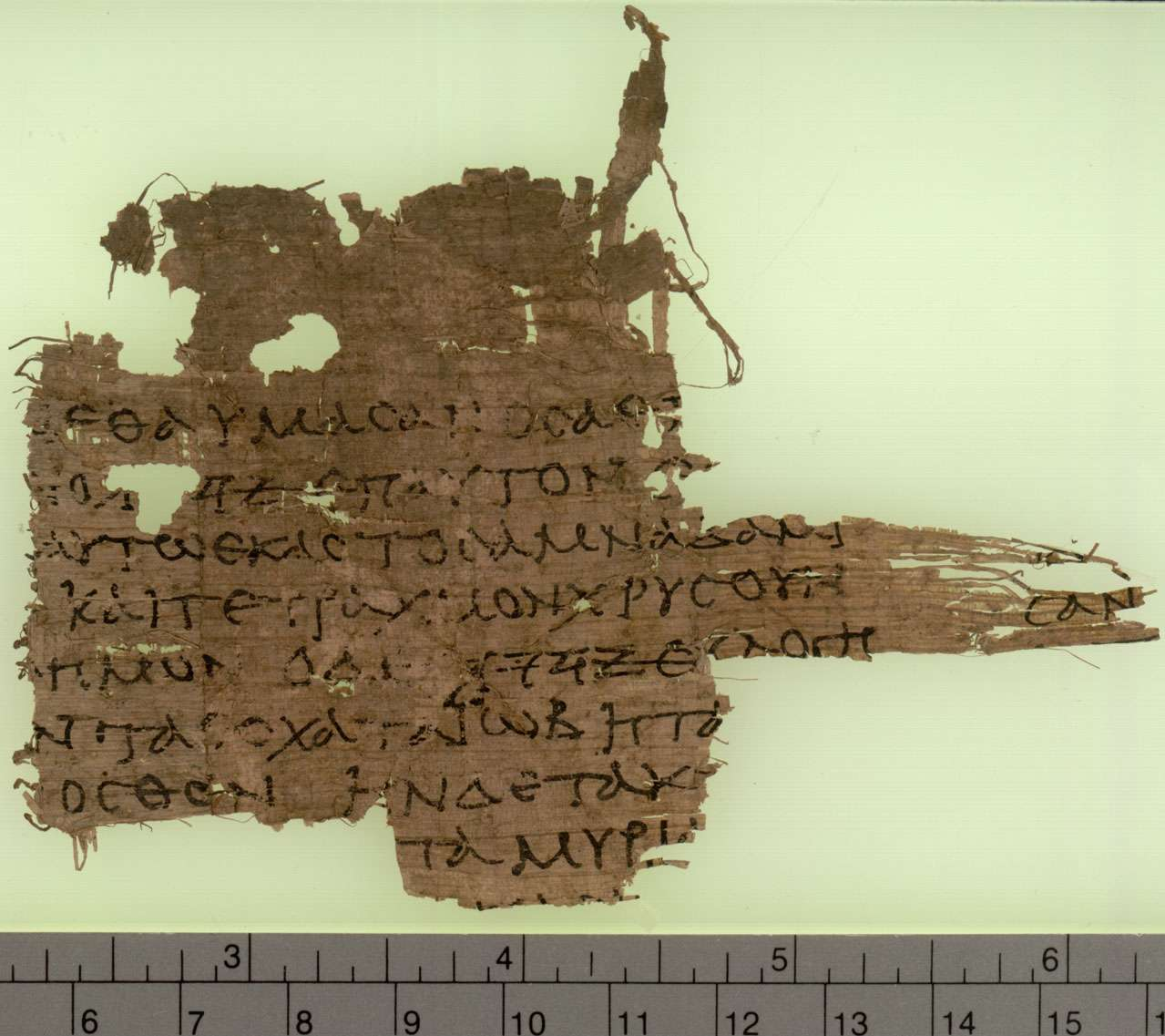
P.Oxy. 3522, Tetragramma biblico scritto in caratteri ebraici

Il Papiro di Ossirinco L 3522 (Rahlfs 857, LDAB 3079,) è uno dei papiri di Ossirinco, un rotolo manoscritto contenente un frammento della traduzione in lingua greca del Libro di Giobbe 42,11-12. È stato datato paleograficamente al I secolo d.C.

## Testo
Contiene il Tetragramma biblico scritto in caratteri paleoebraici.
Testo greco
κ]αι εθαυμασαν οσα επ[ηγα

γε]ν ο 𐤉𐤄𐤅𐤄 επαυτον εδ[ωκε

δε ]αυτω εκαστος αμναδα μι

αν] και τετραχμον χρυσουν

α]σημον ο δε 𐤉𐤄𐤅𐤄 ευλογη

σ]εν τα εσχατα ϊωβ η τα [εμ

π]ροσθεν ην δε τα κτ[ηνη

αυτου προβα]τα μυρια[ τε 

## Storia
Il testo è stato pubblicato nel 1983 di P. J. Parsons con il titolo: The Oxyrhynchus Papyri. L.

## Posizione attuale
Attualmente conservato nelle Papyrology Rooms della Sackler Library, ad Oxford, con la catalogazione P. Oxy. L 3522.